# Indonesische Badmintonmeisterschaft 2003
Die Indonesische Badmintonmeisterschaft 2003 fand in Sukabumi statt.

## Austragungsort
- Gelanggang Olahraga Sinema

## Finalresultate
| Disziplin    | Sieger                     | Finalist                          | Ergebnis            |
| ------------ | -------------------------- | --------------------------------- | ------------------- |
| Herreneinzel | Andre Kurniawan Tedjono    | Hariawan                          | 15-9, 6-15, 15-12   |
| Dameneinzel  | Yuli Marfuah               | Lidya Djaelawijaya                | 11-9, 11-9          |
| Herrendoppel | Imam Sodikin Davis Efraim  | Hendra Gunawan Joko Riyadi        | 12-15, 15-13, 15-12 |
| Damendoppel  | Greysia Polii Heni Budiman | Indarti Issolina Angeline de Pauw | 8-15, 15-8, 15-7    |
| Mixed        | Imam Sodikin Monica        | Muhammad Rizal Nelly              | 15-12, 4-15, 17-16  |